# 磯松大輔
磯松 大輔（いそまつ だいすけ、1973年12月17日 - ）は、山口県熊毛郡熊毛町（現周南市）出身の元陸上競技選手（長距離種目）。
大牟田高校・法政大学卒業。現役時代はコニカミノルタ陸上競技部に所属。引退後は同部でコーチ・監督を務め、2021年8月よりトヨタ自動車九州陸上競技部コーチ。身長162cm、体重53kg。血液型A型。

## 来歴
熊毛町立（現：周南市立）大河内小学校時代は1年生から剣道部に所属。4・5年生では町内の大会で優勝する程の腕前だった。当時から小柄だったので本人曰く、面は取りづらいので籠手狙いとの事。
熊毛町立（現：周南市立）熊毛中学校時代は野球部に所属するが、1年次の校内マラソン大会（5km）で優勝し、2年生から陸上部に転部する。3年次に県大会の3000mで優勝。同年福島県で開催された全日本中学選手権に出場するも予選落ち。中学校の陸上部に籍を置く傍ら、地元のマラソンクラブにも所属していた。3年夏、大分県で開催されたクロスカントリーの大会で優勝したことで大牟田高校の大見治夫監督の目に留まり、中学の監督の反対を押し切り大牟田高校へ進学。
大牟田高校・法政大学ではキャプテン・エースとしてチームを支えた。その姿勢はコニカミノルタに入ってからも変わらず、練習態度の悪い先輩選手にも臆せず「先輩、だめですねぇ」とはっきり言ってのけたという。そのキャプテンシーで所属するチームでは重宝され、ニューイヤー駅伝では「1区は磯松に任せとけばいい」と監督に言わせるほど、スペシャリスト的な存在だった。やがて坪田智夫、松宮隆行、松宮祐行らの加入でついに駅伝日本一を獲得するに至った。
2007年4月からプレーイングコーチに就任。「個性的で、世界で戦えるマラソンランナーを鍛え上げたい。中国電力の坂口泰監督が目標です」とコメントした。2008年のびわ湖毎日マラソンを最後に現役を引退、コーチ専任となった。2013年4月より監督を務め、2014年のニューイヤー駅伝ではチームを連覇に導いている。2021年3月をもって退任。
同年8月よりトヨタ自動車九州陸上競技部コーチを務める。

## 主な成績
太字は自己ベスト記録を出した大会
- 1989年
  - 全国高校駅伝 4位（5区7位）
- 1990年
  - 全国高校駅伝 2位（3区5位）
- 1991年
  - 静岡インターハイ 5000m 2位（14分26秒98）
  - 全国高校駅伝 優勝（1区3位）
- 1993年
  - 箱根駅伝 7位（1区10位）
- 1994年
  - 箱根駅伝 10位（2区8位）
- 1996年
  - 箱根駅伝 6位（1区3位）
  - 日本選手権 10000m 7位（28分7秒32）
- 1997年
  - ニューイヤー駅伝 8位（1区6位 34分16秒）
  - 東京国際マラソン 47位（2時間28分31秒）
  - 国際千葉駅伝 2位
- 1998年
  - ニューイヤー駅伝 7位（1区3位 34分17秒）
  - ひろしま男子駅伝 優勝（福岡県代表 1区1位 26分42秒）
  - びわ湖毎日マラソン 26位（2時間16分40秒）
- 1999年
  - ニューイヤー駅伝 21位（1区8位）
  - びわ湖毎日マラソン 43位（2時間22分26秒）
- 2000年
  - ニューイヤー駅伝 4位（1区5位 35分00秒）
  - 全日本実業団ハーフマラソン 6位（1時間1分52秒）
  - フランクフルトマラソン 14位（2時間17分57秒）
- 2001年
  - ニューイヤー駅伝 優勝（1区3位 34分58秒）
  - びわ湖毎日マラソン 19位（2時間14分57秒）
  - 福岡国際マラソン 10位（2時間12分48秒）
- 2002年
  - ニューイヤー駅伝 優勝（1区9位 35分01秒）
  - 青梅マラソン 2位（1時間31分19秒）
  - ロッテルダムマラソン 13位（2時間13分42秒）
  - フランクフルトマラソン 6位（2時間14分51秒）
- 2003年
  - ニューイヤー駅伝 優勝（1区3位 34分46秒）
  - 日本選手権 10000m 12位（28分51秒99）
  - 札幌国際ハーフマラソン 11位（1時間3分41秒）
  - 福岡国際マラソン 13位（2時間11分42秒）
- 2004年
  - ニューイヤー駅伝 2位（6区15位 35分04秒）
  - 函館ハーフマラソン 2位（1時間3分36秒）
- 2005年
  - ニューイヤー駅伝 優勝（4区1位 29分37秒）
  - パリマラソン 35位（2時間24分22秒）[4]
- 2006年
  - ニューイヤー駅伝 優勝（7区1位 45分06秒）
  - 長野マラソン 11位（2時間18分49秒）
  - 札幌国際ハーフマラソン 79位（1時間6分11秒）
  - 函館ハーフマラソン 2位（1時間3分13秒）
- 2007年
  - ニューイヤー駅伝 4位（4区2位 29分37秒）
  - びわ湖毎日マラソン 12位 （2時間15分39秒）
- 2008年
  - びわ湖毎日マラソン 24位（2時間17分34秒）

## 自己記録
- 5000m:13分40秒44（2001年 ナイト・オブ・アスレチックス 《ベルギー》 ）
- 10000m:28分07秒32（1996年 日本選手権）
- ハーフマラソン:1時間01分52秒（2000年 全日本実業団ハーフマラソン）
- 30km:1時間31分19秒（2002年 青梅マラソン）
- マラソン:2時間11分42秒（2003年 福岡国際マラソン）